# 会津小鉄会
会津小鉄会（あいづこてつかい）は、京都府京都市左京区に本部を置く博徒系指定暴力団。構成員は2023年12月の時点で約40人。2024年9月30日、金子利典七代目と高山誠賢は渡世上の養子縁組を行い、高山誠賢（四代目登久太郎の実子）は八代目を継承した。

## 概要
幕末の侠客、「会津小鉄」こと上坂仙吉が結成した老舗組織。
1935（昭和10）年、仙吉の実子である二代目の上坂卯之松が死去し、いったんは名跡が途絶えたものの、しばらく後の1975（昭和50）年、初代の系譜を受け継ぐ中島会（会長・中島源之助）の若頭だった図越利一が、周囲の意向も受けて、「三代目会津小鉄会」として名跡を復活させた。
2017年、金子利典（本名：金 元）を七代目会長とし神戸山口組を支持する既存の「会津小鉄会」と、原田昇を七代目会長とし六代目山口組を支持する「会津小鉄会」とに分裂、2019年に京都府公安委員会は金子利典を会長とする七代目会津小鉄会を指定暴力団として官報に公示した。2021年4月までに京都府警察が一本化を確認するまでに2つの「七代目会津小鉄会」が存在する事態になった。
1993年3月時点で1,600人程の構成員を擁し、2009年まで京都府内の山口組より多くの構成員数を擁していたが、山口組の府内勢力の伸長と会津小鉄会自体の縮小により2010年に逆転した。そして、2009年から2018年の間で構成員は600人以上減少し、2017年の分裂直前の構成員数は約100人ほどとなっていた。また、2020年末まで勢力範囲が京都府内のみであったが、警察庁組織犯罪対策部「令和5年における組織犯罪の情勢【確定値版】」によれば、北海道にも勢力があることになっているが、北海道警察ホームページに記載している情報では、2022年末時点でいないことになっている。
2021年、京都市下京区にある元本部事務所（1989年築）のビルと敷地が不動産業者に売却、解体。更地になった後、任天堂創業家が運営する財団が買収して芸術家の創作拠点などとして整備する方針を示した。
2024年9月30日、同日に継承盃の式典を行い、八代目会長に六代目山口組直参だった淡海一家高山誠賢総長（会津小鉄会四代目会長の実子）が就任、高山誠賢総長とともに淡海一家も六代目山口組の直系組織から外れ会津小鉄会の傘下となるとみられ、式典には、六代目山口組若頭補佐三代目弘道会竹内照明会長や稲川会内堀和也会長も出席した、と報じられた。金子利典七代目と高山誠賢は渡世上の養子縁組を行い、取持人は六代目稲川会内堀和也会長、後見人は六代目山口組司忍組長（代理出席）、媒酌人は六代目稲川会直参四代目山川一家事務局長水野組水野勇組長が務め、八代目を継承した。関係者によると、山口組の直系組長が他の組織のトップに転出する例は初めてである。
2024年11月28日、京都府公安委員会は、「七代目会津小鉄会」の名称を「八代目会津小鉄会」に、代表者を高山義友希会長にそれぞれ変更する、と官報で公示した。

## 略歴

### 初代
- 1868年、上坂仙吉は、会津小鉄を結成した。
- 1886年、上坂仙吉は、病死した。

### 二代目
- 1886年、上坂卯之松（上坂仙吉の実子）は、会津小鉄二代目を襲名した。
- 1935年、会津小鉄二代目・上坂卯之松は、死去した。

### 三代目
- 二代目中島会会長・図越利一は、中島連合会を結成した。
- 1975年3月、三代目会津小鉄会会長を襲名した。

### 四代目
- 1986年7月、三代目会津小鉄会理事長・高山登久太郎（本名：姜 外秀）は、四代目会津小鉄会会長を襲名した。
- 高山登久太郎は、四代目会津小鉄会から会津小鉄四代目に改称した。
- 1997年2月、会津小鉄四代目・高山登久太郎は、引退した。

### 五代目
- 1997年2月、図越利次（三代目会長・図越利一の実子）は、会津小鉄五代目を襲名した。
- 1998年12月、会津小鉄五代目から五代目会津小鉄会に改称した。

### 六代目
- 2008年11月、五代目会津小鉄会理事長四代目中川組組長・馬場美次は、六代目会津小鉄会会長を襲名した。
- 2017年1月、六代目会津小鉄会若頭心誠会会長・原田昇（本名：津波 廣保[15]）、六代目会津小鉄会舎弟頭五代目中川組組長・臼井昭夫、破門処分されていた岡山満は、六代目会津小鉄会会長・馬場美次を監禁し、他団体にFAXで、六代目会津小鉄会若頭心誠会会長・原田昇を七代目会津小鉄会会長に指名したとの内容を送信し[15]、六代目会津小鉄会から絶縁処分された。このため、会津小鉄会は分裂した。

### 七代目
- 2017年1月21日、六代目会津小鉄会会長・馬場美次は七代目会津小鉄会総裁に就任し、六代目会津小鉄会若頭[16]四代目いろは会会長・金子利典（本名：金 元）が七代目会津小鉄会会長を襲名した。
- 一方、元六代目会津小鉄会若頭心誠会会長・原田昇もまた七代目会津小鉄会会長と名乗り、神戸山口組支持と六代目山口組支持の、同じ代紋と同じ名称の七代目会津小鉄会が2つ同時に存在する事態となった。
- 2017年4月、京都地方裁判所は、下京区に位置する会津小鉄会本部事務所の使用禁止とする決定を出した[17]。
- 2021年1月、六代目山口組直参淡海一家の事務所に於いて、六代目山口組三代目弘道会の竹内会長と野内若頭の下に七代目会津小鉄金子会長が出向き、金子会長が一連の経緯から三代目弘道会野内若頭に頭を下げ、原田は若頭として金子会長の会津小鉄会に戻り七代目会津小鉄会は一本化した。原田会長の若頭だった新原も金子会長の会津小鉄会に戻り七代目会津小鉄会本部長に就任した。

### 八代目
- 2024年9月15日、高山誠賢は淡海一家の会合で六代目山口組を離れることを報告した[18]。
- 2024年9月16日、七代目会津小鉄会の会合で高山誠賢を当代として迎え入れる報告がされた[18]。
- 2024年9月23日、六代目山口組の執行部の大半がいる場で高山誠賢は六代目山口組を離れる報告をした[18]。
- 2024年9月30日、高山誠賢は金子利典七代目と渡世上の養子縁組を行い、会津小鉄会八代目を継承した[4]。金子利典七代目は八代目総裁に就任した[19]。

## 歴代
- 初代：上坂仙吉
- 二代目：上坂 卯之松 ※仙吉の実子
- 三代目：図越利一　→四代目総裁[20]
- 四代目：高山 登久太郎（本名：姜 外秀）
- 五代目：図越利次 ※利一の実子
- 六代目：馬場美次
- 七代目：金子利典（本名：金 元[21]）→八代目総裁[19]

## 当代
- 八代目：高山誠賢 ※登久太郎の実子

## 構成
七代目会津小鉄会
- 会長 - 金子利典（四代目いろは会会長）
- 若頭 - 原田 昇（心誠会会長）
- 本部長 - 新原 徹（新原組組長）
- 舎弟頭 - 石本省二（石本組組長）
- 組織委員長 - 前田 剛
- 若頭補佐 - 北村光喜（二代目北村組組長）
- 若頭補佐 - 金城隆志（四代目寺村組組長）
- 若頭補佐 - 二本柳剛
- 若頭補佐 - 玉城 力
- 若頭補佐 - 千頭 弘（四代目寺村組若頭）
- 会長秘書 - 上原秀俊（二代目上原組組長）
- 直参 - 岡本信行（二代目丸山組組長）
- 直参 - 筆保重巳
- 直参 - 長谷川 健治（長谷川組組長）
- 直参 - 白浜 善二郎（二代目金子組組長）
- 直参 - 東 泰明（二代目昌山組組長）
- 直参 - 伊藤貞幸
- 幹事 - 山下弘次
- 幹事 - 我那覇 好二
- 幹事 - 大城 勇
- 幹事 - 大槻雅之
- 幹事 - 東 国政
- 幹事 - 居澤喜一
- 幹事 - 宮城広明
- 幹事 - 神崎賢二
- 幹事 - 関口 孝
- 幹事 - 大城 清
- 幹事 - 与儀征功
- 幹事 - 石田隆義
- 幹事 - 筆保 弘
- 幹事 - 岸 憲二
- 幹事 - 西村透凞
- 幹事 - 山本和夫
- 幹事 - 新原勝夫
- 幹事 - 中村修一
- 相談役 - 道原利光
- 相談役 - 山岡敏雄

## 傘下団体
いろは会
京都府京都市左京区に本部を置く。
心誠会
京都府京都市伏見区に本部を置く。
新原組
京都府京都市山科区に本部を置く。
四代目石本組
京都府京都市に本部を置く。
北村組
京都府京都市中京区に本部を置く。
四代目寺村組
京都府八幡市に本部を置く。
二代目上原組
京都府京都市に本部を置く。
丸山組
京都府京都市に本部を置く。

## 備考
- 六代目山口組若中だった淡海一家総長・高山誠賢（姜 義幸）は、会津小鉄四代目・高山登久太郎（姜 外秀）の実子。